# Slavka
Slavka je žensko osebno ime.

## Izvor imena
Ime Slavka je lahko ženska oblika imena Slavko, ime pa je možno razlagati tudi kot tvorjenko na -ka iz imena Slava ali iz skrajšanih slovanskih ženskih zloženih imen , ki imajo sestavino slav, npr. Slavimira, Ljuboslava, Venceslava 

## Različice imena
Slava, Slavena, Slavenka, Slavi, Slavica, Slavija, Slavljanka, Slavika, Slavimira, Slavina, Slavinka, Slavja, Slavna, Slavoja, Slavojka, Slavoljuba

## Tujejezikovne različice imena
- pri Čehih: Slavěna, Slávka, Sláva

## Pogostost imena
Po podatkih Statističnega urada Republike Slovenije je bilo na dan 31. decembra 2007 v Sloveniji število ženskih oseb z imenom Slavka: 1.357. Med vsemi ženskimi imeni pa je ime Slavka po pogostosti uporabe uvrščeno na 158. mesto.

## Osebni praznik
V koledarju je ime Slavka uvrščeno k imenoma Alojzij oziroma Stanislav.